# Biofumigation
Le concept de biofumigation désigne des méthodes de désinfection alternative à la fumigation chimique, avec production in situ d'un fumigant par des plantes (on parle parfois aussi de « biodésinfection » du sol). C'est une des alternatives à l'utilisation du bromure de méthyle, toxique, gaz à effet de serre et destructeur de la couche d'ozone,. Lors de la décomposition de la culture, celle-ci libère dans le sol des composés volatiles toxiques pour des types d'organismes du sol et contribue à la lutte contre les ravageurs ou agents pathogènes du sol.

## Principes
La biofumigation s'effectue principalement par l'incorporation d'espèces de la famille des brassicacées (moutarde, radis, choux) dans les cycles de rotation afin de lutter contre les maladies.
Une méthode notamment promue en Suisse est basée sur l’utilisation de plantes naturellement riches en glucosinolates, (des crucifères surtout) qui lors de leur décomposition libèrent des composés volatils (isothio - et thiocyanates) toxiques pour divers organismes du sol,.
Des expériences ont montré que la biofumigation pouvait réduire (au champ et en pot) de 19 à 74 % les « microsclérotes » (forme de survie de la verticilliose, parasite des cultures commun en agriculture) due à Verticillium dahliae et V. albo-atrum  qui induit le flétrissement de la tomate, du poivron, de la pomme de terre, des fraisiers, et de différentes plantes médicinales, ou d'arbres fruitiers tels que l'abricotier.

## Utilisation

### Agriculture en général
Dans un objectif d'atteindre les objectifs environnementaux pour une croissance durable, à travers la promotion d'engagements volontaires des organismes agricoles, le cadre de Meilleures Pratiques de Management Environnemental (MPME) de l'Union Européenne recommande depuis mai 2018 la biofumigation.

### Agriculture biologique
Particulièrement adaptée dans le cadre strict d'une agriculture biologique interdisant l'utilisation de pesticides, la biofumigation fait l'objet d'études, de développement et perfectionnements,.
La biofumigation est utilisée en agriculture biologique pour contrôler certains pathogènes du sol, ou des ravageurs ou semences d'adventices dites « mauvaises herbes » dans le sol cultivé ou d'un élevage.
L'efficacité de cette méthode est notamment démontrée pour les cultures de :
- carottes - contre la fonte des semis due à Rhizoctonia solani[10]
- pommes de terre - contre la gale commune due à Streptomyces scabiei[11]
- pommes de terre - contre la verticilliose induite par Verticillium dahliae[12]
- lys - contre la pourriture de l’oignon due à Rhizoctonia solani[13]
- choux-fleurs - contre la « hernie du chou » due à Plasmodiophora brassicae[14]
- tomates - contre la maladie des racines liégeuses due à Pyrenochaeta lycopersici[15].
- fraise - contre la verticilliose[9].

## Conditions optimales

### Variétés
L'objectif premier est d'utiliser les variétés les mieux appropriées aux régions de culture et riches en glucosinolates. 
La moutarde brune pure ou en mélange est conseillée. Lors des semis d’automne, le mélange de radis fourrager associé à la moutarde est alors conseillé afin de limiter les risques de gel.

### Techniques
Le second objectif est d'obtenir une biomasse optimale.
Selon les essais en champs et pot, de bonnes performances en biofumigation nécessitent une incorporation des plantes au stade mi-floraison lorsqu'elles possèdent le plus fort taux de glucosinolate. Les plantes sont broyées le plus fin possible et si possible écrasées avant incorporation au sol, afin que les cellules des plantes écrasées libèrent un maximum de leur contenu. Une incorporation profonde immédiatement après le broyage s'effectue en deux passages avec une fraise, à 15 cm voire 20 cm de profondeur. Les gaz volatils toxiques sont alors produits durant les 20 premières minutes.

### Environnementales
Le troisième objectif est d'optimiser le rapport chaleur/humidité lors de l’incorporation afin de permettre la transformation des glucosinolates en gaz toxiques. 
Les conditions environnementales optimum s’effectuent par un sol maintenu très humide après l'incorporation (peut impliquer une irrigation). Il est recommandé d'incorporer le broyat avant une pluie (la macération contrôlée de la plante permet d'optimiser sa production de biocides non synthétiques). Une incorporation en période chaude, en sol réchauffé, est nécessaire pour une température inférieure à 15 °C (inefficace tard dans l'automne). La libération ralentit jusqu’à perdre son efficacité en dessous de 10 °C. Un délai d'une semaine est requis avant semis ou plantation suivante.